# Zeltus amasa
Zeltus amasa är en fjärilsart som beskrevs av William Chapman Hewitson 1865. Zeltus amasa ingår i släktet Zeltus och familjen juvelvingar. Inga underarter finns listade i Catalogue of Life.